# Kerasus
Kerasus is een Belgisch fruitbier van hoge gisting.
Het bier wordt gebrouwen in Brouwerij Alvinne te Moen.
Het is een roodkleurig bier met een alcoholpercentage van 6%. Kerasus is een zomerbier met Belgische noorderkrieken (Kelleries) uit Limburg. Deze krieken laat men rijpen op het basisbier Morpheus Wild Undressed. Na 8 maanden rijping wordt het bier gebotteld.